# もみの木台
もみの木台（もみのきだい）は神奈川県横浜市青葉区の地名。「丁目」の設定のない単独町名である。住居表示未実施区域。

## 地理
青葉区北西部に位置する。北ですすき野、東で黒須田、南で鉄町、西で川崎市麻生区早野、北西で川崎市麻生区虹ケ丘と接する。東縁に黒須田川が流れる。

## 歴史

### 町名の由来
一面に広がった松並木の中に、点々とではあるが、天にも届く勢いで一直線に成長するもみの木の姿は勇壮であったため、町がそのように発展することを願って「もみの木台」と名付けられた。典型的な瑞祥地名。

### 沿革
- 1973年（昭和48年）10月26日 - 土地区画整理事業（嶮山第一）[6]に伴い、横浜市緑区鉄町、黒須田町の各一部からもみの木台を新設[7]。
- 1974年（昭和49年）9月1日 - 川崎市と市境変更を実施し、川崎市麻生区早野との境界を変更し、すすき野二丁目の一部を編入する[8][9][10]。
- 1994年（平成6年）11月6日 - 港北区と緑区を再編し、青葉区と都筑区を新設。横浜市青葉区もみの木台となる[11]。

### 町名の変遷
| 実施後     | 実施年月日                 | 実施前（各町名ともその一部）           |
| ---------- | -------------------------- | -------------------------------------- |
| もみの木台 | 1973年（昭和48年）10月26日 | 鉄町、黒須田町の各一部                 |
| もみの木台 | 1974年（昭和49年）9月1日   | すすき野二丁目、川崎麻生区早野の各一部 |

## 世帯数と人口
2025年（令和7年）6月30日現在（横浜市発表）の世帯数と人口は以下の通りである。
| 町丁       | 世帯数  | 人口    |
| ---------- | ------- | ------- |
| もみの木台 | 907世帯 | 1,900人 |

### 人口の変遷
国勢調査による人口の推移。
| 年                 | 人口  |
| ------------------ | ----- |
| 1995年（平成7年）  | 2,373 |
| 2000年（平成12年） | 2,189 |
| 2005年（平成17年） | 2,038 |
| 2010年（平成22年） | 2,019 |
| 2015年（平成27年） | 1,944 |
| 2020年（令和2年）  | 1,906 |

### 世帯数の変遷
国勢調査による世帯数の推移。
| 年                 | 世帯数 |
| ------------------ | ------ |
| 1995年（平成7年）  | 781    |
| 2000年（平成12年） | 758    |
| 2005年（平成17年） | 758    |
| 2010年（平成22年） | 793    |
| 2015年（平成27年） | 791    |
| 2020年（令和2年）  | 822    |

## 学区
市立小・中学校に通う場合、学区は以下の通りとなる（2024年11月時点）。
| 番地 | 小学校             | 中学校                 |
| ---- | ------------------ | ---------------------- |
| 全域 | 横浜市立嶮山小学校 | 横浜市立すすき野中学校 |

## 事業所
2021年（令和3年）現在の経済センサス調査による事業所数と従業員数は以下の通りである。
| 町丁       | 事業所数 | 従業員数 |
| ---------- | -------- | -------- |
| もみの木台 | 34事業所 | 114人    |

### 事業者数の変遷
経済センサスによる事業所数の推移。
| 年                 | 事業者数 |
| ------------------ | -------- |
| 2016年（平成28年） | 33       |
| 2021年（令和3年）  | 34       |

### 従業員数の変遷
経済センサスによる従業員数の推移。
| 年                 | 従業員数 |
| ------------------ | -------- |
| 2016年（平成28年） | 123      |
| 2021年（令和3年）  | 114      |

## 施設
- すすき野もみの木会館
- もみの木台保育園

## その他

### 日本郵便
- 郵便番号 : 225-0026[3]（集配局：青葉郵便局[21]）

### 警察
町内の警察の管轄区域は以下の通りである。
| 番・番地等 | 警察署     | 交番・駐在所 |
| ---------- | ---------- | ------------ |
| 全域       | 青葉警察署 | すすき野交番 |